# Материнская ложа Килуиннинг
Материнская ложа Килуиннинг № 0 (англ. Lodge Mother Kilwinning) является масонской ложей шотландского города Килуиннинг. Ложа находится под юрисдикцией Великой ложи Шотландии (ВЛШ). Номер 0 в реестре лож ВЛШ был специально присвоен, чтобы показать, что эта ложа является самой старой масонской ложей не только в Шотландии, но и в мире. История появления «Материнской ложи Шотландии» относится к 12-му веку, из-за чего ложу часто называют матерью Килуиннинга.

## История
Легенда гласит, что Килуиннингское аббатство было построено каменщиками, которые прибыли из Европы и основали там первую ложу. В 1599 году Уильям Шоу представил «Второй статут Шоу», в котором уточнил: что ложа является смотрителем за Килуиннингом, чтобы помнить и сохранять традицию и блюсти каменщическое ремесло с года своего основания и в последующие времена.
Еще в царствование Якова II ложе «Килуиннинг» были предоставлены ордера на создание лож в других местах Шотландии, таких, как «Кенонгейт Килуиннинг», «Гринок Килуиннинг» и «Камберленд Килуиннинг». В 1736 году была основана Великая ложа Шотландии, и ложа «Килуиннинг» вошла в её состав. В том же году ложа подала прошение, чтобы получить признание в качестве старейшей масонской ложи в Шотландии. Тем не менее, как это часто случалось в долгой истории масонства, архивные данные о ложе были утеряны и претензии на древнее происхождение не имели подтверждения, поэтому ходатайство было отклонено. В связи с этим ложа «Килуиннинг» отделилась и выступила в качестве великой ложи, организовав ложи в Шотландии и на континенте, а также в Вирджинии и Ирландии. В 1807 году ложа «Килуиннинг» ещё раз вошла в лоно Великой ложи Шотландии, в результате чего она стала считаться дочерней ложей.

## Провинциальная великая ложа Килуиннинга
Традиция требовала, чтобы руководство работами ложи «Килуиннинг» в дальнейшем осуществлялось провинциальным великим мастером Эйршира. В результате многие члены ложи были переведены из других лож в ложу «Килуиннинг». В 1983 году последовало новое изменение, материнская ложа Килуиннинг была выведена из провинциальной великой ложи Эйршира и переподчинена провинциальной великой ложе Килуиннинга. Вследствие этого ложа «Килуиннинг» посылает своего представителя в Великую ложу Шотландии в качестве великого хранителя Библии.

## Масонские степени в ложе
- Принятый ученик
- Подмастерье
- Мастер масон

В соответствии с шотландской традицией в ложе присуждается степень марки, которая является завершающей частью прохождения степени подмастерья. Сама же степень марк-мастера следует за степенью мастера масона (в Йоркском уставе является 4 градусом).

## Музей ложи
Материнская ложа Килуиннинг имеет масонские артефакты и регалии, в том числе медали, печати, декоративные изделия, фотографии и исторические документы. После осмотра экспозиции посетители могут также совершить поездку в историческое здание ложи.